# آمستردام نییو-وست
امستردام نییو-وست (به هلندی: Amsterdam Nieuw-West) یک سکونتگاه مسکونی در هلند است که در آمستردام واقع شده‌است.